# يوسف قافيه
يوسف قافِح (بالعبرية: יוסף קאפח‏) (27 نوفمبر 1917 - 21 يوليو 2000)، حاخام مزراحي إسرائيلي من أصول يمنية ولد في صنعاء 27 نوفمبر 1917 توفي والده وهو صغير وتكفل به جده الحاخام يحيى قافيه. في عام 1932 توفي جده وعمره 14 عاما. تزوج فيما بعد من ابنة عمه براخا قافيه وهاجر إلى إسرائيل عام 1943 وعاش فيها حتى توفي في إسرائيل في 21 يوليو 2000.